# Eine Lady mit Vergangenheit
Eine Lady mit Vergangenheit (Originaltitel: Kitty; Alternativtitel: Die galante Herzogin) ist ein US-amerikanisches, in schwarzweiß gedrehtes Historiendrama von Regisseur Mitchell Leisen aus dem Jahr 1945. Die Hauptrolle übernahm Paulette Goddard. Der Film basiert auf dem Roman Kitty von Rosamond Marshall aus dem Jahr 1943.

## Handlung
Der Film spielt im England des 18. Jahrhunderts: Das ehemalige Straßenkind Kitty ist eine Magd aus den Slums und lernt den Maler Gainsborough kennen, als sie versucht, ihm seine Schuhe zu stehlen. Er bietet ihr Geld – mehr, als sie durch Stehlen einnehmen könne – um ein Porträt von ihr anfertigen zu können. Der adelige, aber überschuldete Sir Hugh Marcy trifft auf Kitty, als diese für Gainsborough Positur in dessen Atelier steht und bietet ihr ein Auskommen als Hausangestellte an.
Nach der Fertigstellung des Bildes mit dem Titel „Anonyme Lady“ erlangt es öffentliche Aufmerksamkeit, das Publikum rätselt über die Identität der Abgebildeten.
Der Duke of Malmunster kauft dann die „Anonyme Lady“ und The Blue Boy von Gainsborough und wird belogen, Kitty sei eine Dame von adligem Stand. Für das Vorstellen Kittys gegenüber dem Duke könne Sir Marcy seinen vorherigen Posten beim Duke zurückbekommen. Sir Marcy unterrichtet – zusammen mit seiner Tante – Kitty in Umgangsformen, die der Lüge über ihren sozialen Status entsprechen.
Sir Marcy wird wegen seiner Schulden inhaftiert und die inzwischen in ihn verliebte Kitty heiratet einen reichen Dritten, den Industriellen Jonathan Selby, um mit ihrer Mitgift Sir Marcy freikaufen zu können.
Nach dessen Freisetzung verschuldet er sich erneut; Kitty versucht, Geld von ihrem Ehemann zu seiner Unterstützung zu stehlen und wird von diesem erwischt. Jonathan Selby beginnt, ihr Gewalt anzutun und wird von Kittys Haushälterin getötet. Trotz seines Erbes, das Kitty reich macht, muss diese den Duke of Malmunster heiraten, damit Sir Marcy seine Anstellung zurückerlangt. Kitty gebärt einen Sohn, der alte Duke stirbt. Kitty ist erneut Erbin und gesteht Sir Marcy ihre eigentliche Liebe, aus der heraus sie zweimal fremd-geheiratet hat. Ihre Beziehungen betrachtet sie als Geschäft, entsprechend geht sie letztlich erneut eine Ehe ein, diesmal mit dem Earl of Carstairs, Brett, und bricht so Sir Marcys Herz. Dieser kann Kitty nicht davon überzeugen, auf Grund ihrer Gefühle die Ehe aufzugeben und nachdem er zuletzt die Chefin der alten Diebesbande Kittys bittet, dieser ins Gewissen zu reden, gratuliert er Kitty und wendet sich ab.
Kitty erkennt ihre andauernde Liebe zu Sir Hugh Marcy und geht ihm nach.

## Hintergrund

### Produktion
Der Film wurde von Paramount Pictures in schwarzweiß produziert.
Regisseur Leisen arbeitete sehr stark mit dem Filmset und den Kostümdesignern zusammen, um ein sehr gutes Bild von England im 18. Jahrhundert zu bekommen. Der kalifornische Porträtkünstler Theodore Lukits diente als technischer Berater für die künstlerischen Szenen und zeichnete das Porträt von Kitty, das im Film zu sehen ist. Lukits kannte den Schauspieler Ray Milland bereits, weil er 1942 ein Porträt seiner Frau gezeichnet hat.

### Kinostart
Der Film feierte seine Weltpremiere am 16. Oktober 1945. Am 4. Juli 1949 lief er in den westdeutschen Kinos an.
- Vereinigte Staaten: 31. März 1946 (Kitty)
- Schweden: 14. Oktober 1946 (Kitty)
- Finnland: 6. Dezember 1946 (Kadun herttuatar)
- Portugal: 5. April 1947 (Kitty)
- Frankreich: 13. Mai 1947 (Kitty ou la duchesse des bas-fonds)
- Argentinien: 25. Juli 1947 (Kitty, la bribona)
- Niederlande: 14. November 1947
- Dänemark: 29. November 1948 (Kitty)
- Österreich: 3. Juni 1949 (Die galante Herzogin)
- Westdeutschland: 4. Juli 1949 (Eine Lady mit Vergangenheit)

## Soundtrack
Im Film ist der Tambourin von Jean-Philippe Rameau zu hören.

## Auszeichnungen
Bei der Oscarverleihung 1947 waren Hans Dreier, Walter H. Tyler, Sam Comer und Ray Moyer in der Kategorie Bestes Szenenbild nominiert.